# Ana Macara
Ana Maria Macara de Oliveira, mais conhecida como Ana Macara, é uma coreógrafa portuguesa e professora universitária na área da dança. Em 2022, era diretora artística da Quinzena de Dança de Almada e membro do centro de investigação INET-MD.

## Biografia
Em 1976, licenciou-se no Instituto Superior de Educação Física, no curso de professor de Educação Física. Em 1988, conclui o mestrado na University of North Carolina, nos Estados Unidos da América, com uma tese intitulada "Center of the body and centering: Study of different approaches to the subject, and its significance for the dancer." Em 1994, concluiu o doutoramento na Faculdade de Motricidade Humana, com a tese "Estudo da vivência do bailarino em cena: Relações com traços de personalidade e qualidades de interpretação artística". Alcançou a classificação máxima por unanimidade.

## Percurso
Em 1992, foi a primeira coreógrafa convidada pela Companhia de Dança de Almada, assumindo funções de consultora artística daí em diante. Desde esse ano, dirige a Quinzena de Dança de Almada, um dos festivais internacionais de dança contemporânea mais antigos de Portugal.